# Кюллер, Сабина
Сабина Ламберц Кюллер (швед. Sabina Lambertz Küller; 22 сентября 1994, Норртелье, Швеция) — шведская хоккеистка, центральный нападающий. Всю карьеру играет в клубе АИК, выступающим в Шведской женской хоккейной лиге (SDHL). С 2016 года является капитаном команды. Игрок национальной сборной Швеции, в составе которой выступала на 4-х чемпионатах мира (2015, 2016, 2017 и 2019) и на хоккейном турнире Зимних Олимпийских игр 2018. Чемпионка Швеции (2013). В составе юниорской сборной Швеции становилась бронзовым призёром чемпионата мира до 18 лет в 2012 году. Участница первых Зимних юношеских Олимпийских игр в 2012 году, став чемпионкой хоккейного турнира.

## Биография
Сабина Кюллер родилась в городе Норртелье, расположенном недалеко от Стокгольма. С 3-х лет начала заниматься хоккеем в местной команде «Норртелье», куда её привёл отец. Хоккеем занимался и старший брат Сабины — Адам. До девяти лет Кюллер играла в смешанных командах, пока тренер девичей команды АИК не пригласил её в свою группу. С 2009 года Сабина начала выступать за клуб АИК в Рикссериен — высшем дивизионе женского хоккейного чемпионата Швеции. В своей дебютной игре на взрослом уровне, против «Лександа», она забросила шайбу первым же нанесённым броском по воротам. В свой первый сезон она сыграла в 5-ти матчах, в которых набрала 2 (1+1) результативных балла. Следующие два года Кюллер продолжила играть за АИК, однако её результативность была невысокой. В сезоне 2011/12 Кюллер начала регулярно выступать за юниорскую сборную Швеции. Сначала она приняла участие в юниорском чемпионате мира 2012, на котором вместе с командой завоевала бронзовую медаль. Спустя неделю Кюллер играла на хоккейном турнире первых Зимних юношеских Олимпийских игр. Сборная Швеции уверенно выиграла все матчи и стала чемпионом Игр. Сабина сыграла в 6-ти матчах, в которых набрала 9 (5+4) очков.
С сезона 2012/13 Кюллер занимает в АИКе значимую роль. Она впервые закончила регулярный чемпионат с положительным показателем полезности — «+4». В плей-офф Сабина помогла команде завоевать чемпионский титул, первый с 2009 года. В следующем розыгрыше Рикссериен она впервые набрала более 10-ти результативных баллов. В сезоне 2014/15 Кюллер дебютировала за национальную сборную Швеции. Она принимала участие на чемпионате мира 2015, который для шведской команды завершился на четвертьфинальной стадии. По итогам плей-офф АИК вышел в финал чемпионата, но уступил в обеих играх «Линчёпингу». Перед началом следующего сезона Сабина была назначена альтернативным капитаном команды. По ходу чемпионата она регулярно вызывалась в сборную и в конце марта приняла участие в чемпионате мира 2016. В первом матче турнира, против сборной Чехии, Кюллер забросила свою первую шайбу на мировых первенствах, отличившись в меньшинстве.
Перед началом сезона 2016/17 Кюллер была назначена капитаном команды АИК. Она продолжила регулярно играть за сборную Швеции. Сабина приняла участие ещё в двух чемпионатах мира (2017 и 2019), но оба турнира скандинавские хоккеистки завершили вне призовых мест. В 2018 году Кюллер вошла в окончательную заявку национальной команды для участия на Зимних Олимпийских играх 2018. Она провела 6 матчей на турнире, заработав 3 (1+2) балла за результативность. Шведская сборная выступила неудачно, проиграв в 1/4 финала сборной Финляндии со счётом 2:7. В сезоне 2018/19 Сабина сломала руку, из-за чего была вынуждена пропустить 7 недель. Кюллер отыграла за АИК больше 10-ти сезонов, и, по признанию хоккеистки, она не планирует менять команду в будущем. Весной 2020 года Сабина продлила контракт со своим клубом на 2 года. В середине сезона 2020/21, в игре против «Риторпа», Кюллер сыграла свой 300-й матч в составе АИКа. Она стала четвёртой хоккеисткой, преодолевшей данный показатель по играм в клубе.

## Стиль игры
Кюллер является габаритной хоккеисткой, которая эффективно ведёт силовую борьбу. Отмечают высокие лидерские качества и большое трудолюбие Сабины.

## Статистика
| Легенда | Легенда                    | Легенда | Легенда                   | Легенда | Легенда    |
| ------- | -------------------------- | ------- | ------------------------- | ------- | ---------- |
| И       | Количество проведённых игр | Штр     | Штрафное время            | +/−     | Плюс-минус |
| Г       | Голы                       | П       | Голевые передачи          | О       | Очки       |
| -       | Статистика неизвестна      | —       | Статистика не учитывалась |         |            |

### Международная
По данным: Eurohockey.com и Eliteprospects.com

## Достижения
Командные
| Год           | Команда         | Достижение                                  | Достижение |
| ------------- | --------------- | ------------------------------------------- | ---------- |
| Клубные       |                 |                                             |            |
| 2013          | АИК             | Чемпионка Швеции                            |            |
| 2015          | АИК             | Серебряный призёр чемпионата Швеции         |            |
| Международные |                 |                                             |            |
| 2012          | Швеция (юниор.) | Бронзовый призёр юниорского чемпионата мира |            |
| 2012          | Швеция (юниор.) | Чемпионка юношеских Олимпийских игр         |            |

- По данным Eliteprospects.com.